# Sandra Cacic
Sandra Cacic (* 10. September 1974 in Joliet) ist eine ehemalige US-amerikanische Tennisspielerin.

## Karriere
Sandra Cacic begann im Alter von drei Jahren mit dem Tennisspielen.
In ihrer Profilaufbahn gewann sie auf der WTA Tour jeweils einen Einzel- und einen Doppeltitel, hinzu kamen acht Turniersiege im Einzel und vier im Doppel auf dem ITF Women’s Circuit. Sie nahm auch an allen vier Grand-Slam-Turnieren teil; ihr bestes Abschneiden feierte sie 1996 bei den Australian Open mit dem Einzug in die dritte Runde.

## Turniersiege

### Einzel
| Nr. | Datum          | Turnier  | Kategorie   | Belag     | Finalgegnerin  | Ergebnis      |
| --- | -------------- | -------- | ----------- | --------- | -------------- | ------------- |
| 1.  | 6. Januar 1996 | Auckland | WTA Tier IV | Hartplatz | Barbara Paulus | 6:3, 1:6, 6:4 |

### Doppel
| Nr. | Datum          | Turnier       | Kategorie   | Belag | Partnerin   | Finalgegnerinnen              | Ergebnis        |
| --- | -------------- | ------------- | ----------- | ----- | ----------- | ----------------------------- | --------------- |
| 1.  | 12. April 1998 | Amelia Island | WTA Tier II | Sand  | Mary Pierce | Barbara Schett Patty Schnyder | 7:65, 4:6, 7:65 |